# Il libro delle pozioni
Il libro delle pozioni (Book of Potions) è un videogioco per PlayStation 3 prodotto dalla SCE London Studio in associazione con J. K. Rowling, autrice della saga letteraria e cinematografica Harry Potter. È stato pubblicato nel novembre 2013 in Nord America ed Europa, insieme ai videogiochi Diggs l'investigatarlo e A spasso con i dinosauri. Tutti e tre i titoli sono giocabili esclusivamente con il software per PlayStation 3 Wonderbook.
È il seguito de Il libro degli incantesimi, anch'esso ispirato al mondo di Harry Potter e primo titolo realizzato per il Wonderbook.

## Modalità di gioco
Come il predecessore, il titolo è giocabile solo se si è in possesso del PlayStation Move e del PlayStation Eye.
All'inizio del primo capitolo si dovrà scegliere una casa di appartenenza tra le quattro possibili (Grifondoro, Serpeverde, Corvonero e Tassorosso) o, in alternativa, collegare il proprio account Pottermore al gioco. I capitoli disponibili sono sette, in ciascuno dei quali si imparerà a creare una pozione diversa.